# 제30회 서울독립영화제
제30회 서울독립영화제는 2004년 12월 10일에 열린 시상식이다.

## 수상 및 후보

### 대상
- 배고픈 하루 - 김동현 수상

### 최우수작품상
- 진실의 문 - 김희철 수상

### KT&G상상마당상
- 세 개의 멜로 - 김은희 수상
- 708호, 이등병의 편지 - 김환태 수상
- 세라 진 - 김성숙 수상

### 한국영상자료원장상
- 아빠 - 이수진 수상

### 집행위원회특별상
- 나와 인형놀이 - 김경묵 수상
- 남자다운 수다 - 홍덕표 수상

### 독불장군상
- 계속된다-미등록 이주노동자 기록되다 - 주현숙 수상

### YES24상
- 아빠 - 이수진 수상
- 맨손으로 죽여라? - 강효진 수상

### 영진위 영문자막 프린트지원
- 열애기 - 안선경 수상
- 소년은 - 조아람 수상
- 도로 눈을 감고 - 김현필 수상